# Bodlín Telfairův
Bodlín Telfairův, též bodlín drobný, bodlín menší nebo ježkobodlín Telfairův (Echinops telfairi) je malý druh bodlína, ježkovi podobný savec, který je endemitem ostrova Madagaskar.

## Popis
- hmotnost: 100–230 g
- délka těla: 14–18 cm
- délka ocasu: cca 1 cm

Zbarvení bodlin na hřbetě kolísá od bělavé po téměř černou v závislosti na množství melaninu, spodní stranu těla pokrývá jemná světlejší srst.

## Rozšíření a stanoviště
Bodlín Telfairův je endemit Madagaskaru, vyskytuje se hlavně v suchých lesích, křovinách, v polopouštních a suchých pobřežních oblastech na západě a jihozápadě ostrova.

## Biologie
Jsou aktivní v noci, přes den spí v dutinách stromů, pod kořeny nebo ve vlastních vyhrabaných norách. Nepříznivé období od května do září stráví ve stavu strnulosti. V přírodě občas hibernují v párech, v zoologických zahradách jsou k sobě relativně tolerantní, několik dospělých samic nebo pár mohou sdílet klec, samci se ale napadají.
Páří se v listopadu, během období páření vylučují samci z předočních žláz mléčně zbarvený výměšek. Březost trvá 62–65 dní, obvykle se narodí 5–7 mláďat, které jsou už po měsíci samostatná.
Bodlín Telfairův se živí hlavně bezobratlými, případně myšími holátky. Potravu si hledá na zemi i ve větvích stromů, velmi dobře šplhá.
V případě ohrožení se brání ostny; dovede se stočit do klubíčka, podobně jako ježci, také se pokouší vrazit bodliny do protivníka nebo kousnout.

## Chov v zoo
V Evropě je chován přibližně v šesti desítkách zoo, nejvíce ve Spojeném království. V rámci Česka se jedná o tyto zoo:
- Zoo Brno
- Zoo Dvůr Králové
- Zoo Jihlava
- Zoo Plzeň
- Zoo Praha

### Chov v Zoo Praha
První bodlín Telfairův přišel do Zoo Praha v roce 1977. Od té doby se datuje souvislý chov tohoto druhu. První úspěšný odchov byl zaznamenán v roce 2011. Ke konci roku 2017 bylo chováno osm jedinců. V roce 2019 bylo odchováno sedm mláďat a na konci daného roku zoo chovala devět jedinců.
Tento druh je k vidění v pavilonu Afrika zblízka v horní části zoo.